# Centerfield
Centerfield és una població dels Estats Units a l'estat de Utah. Segons el cens del 2000 tenia 1.048 habitants.

## Demografia
Segons el cens del 2000, Centerfield tenia 1.048 habitants, 310 habitatges, i 252 famílies. La densitat de població era de 224,8 habitants per km².
Dels 310 habitatges en un 51,3% hi vivien nens de menys de 18 anys, en un 68,1% hi vivien parelles casades, en un 10% dones solteres, i en un 18,4% no eren unitats familiars. En el 17,4% dels habitatges hi vivien persones soles el 9,4% de les quals corresponia a persones de 65 anys o més que vivien soles. El nombre mitjà de persones vivint en cada habitatge era de 3,38 i el nombre mitjà de persones que vivien en cada família era de 3,83.
Per edats la població es repartia de la següent manera: un 39,7% tenia menys de 18 anys, un 10,5% entre 18 i 24, un 23,6% entre 25 i 44, un 17,9% de 45 a 60 i un 8,3% 65 anys o més.
L'edat mediana era de 25 anys. Per cada 100 dones de 18 o més anys hi havia 96,9 homes.
La renda mediana per habitatge era de 35.357 $ i la renda mediana per família de 38.462 $. Els homes tenien una renda mediana de 30.795 $ mentre que les dones 17.917 $. La renda per capita de la població era de 12.270 $. Entorn del 15,2% de les famílies i el 16,7% de la població estaven per davall del llindar de pobresa.

## Poblacions més properes
El següent diagrama mostra les poblacions més properes.